# Time Crisis
Time Crisis er en videospil-arkadeserie udviklet af Namco, men senere blev udgivet til PlayStation og mobiltelefon.
Time Crisis-serien er en first-person shooter on rails shooter, som minder meget om Virtual Cop og The House of the Dead.
Originalt startede man altid omme bag en genstand, så man ikke kunne rammes. Når man så trådte på en pedal, rejste spilleren sig, og kunne skyde frit til han blev ramt, eller løb tør for patroner, hvorefter han måtte slippe pedalen for at genlade.
Time Crisis har altid bygget på at man har tiden imod sig, man kan ikke være alt for forsigtig og man er nødt til at være præcis for ikke at tiden løber ud, hvis tiden løber ud kan det enten resultere i at man mister et liv eller at man bliver nødt til at starte forfra
Senere blev det udgivet til PlayStation, hvor man fik en Light gun-controller med. Derfor skulle man i stedet for at trykke på en pedal, klikke på en knap i front siden på pistolen.

## Spil
Der er indtil videre fire Time Crisis-spil alle sammen med en arkade version og en konsol version
- Time Crisis

Da præsidenten af den fiktive stat Sercia Willam MacPhersons datter Rachel, bliver kidnappet af en lejesoldat ved navn Wild Dog bliver den fiktive internationale efterretningstjeneste VSSE opmærksom på at det er et medlem at Garo-familien, hvilket var den forhenværende Diktator familie der styrede Sercia med en jernnæve. Garo kræver at MacPherson udleverer militærhemmeligheder som handel for Rachels liv. VSSE som ikke er interesseret i at Garo familien får fat i disse hemmeligheder sender deres bedste agent ind: Richard (One-man Army) Miller for at redde Rachel inden det er for sent.
Time Crisis var utrolig svært i forhold til de senere spil med hensyn til hvor meget tid man fik, hvor man i de andre spil altid havde relativt god tid til at klare områderne krævede det første Time Crisis en hurtig og præcis fremrykning konstant, og det var ikke unormalt at mister flere liv på grund af at tiden løb ud, end at man blev ramt er fjenderne.
- Time Crisis II

Da Neodyne industries lancerer deres nye satellitnetværk: "Starline Network" finder den fiktive efterretningstjeneste VSSE ud af at det er et skalkeskjul for at sende en satellit med atomare våben i kredsløb om jorden. Christy Ryan som er agenten som opdagede Neodynes planer prøver at sende informationerne tilbage til VSSE hovedkvarteret men bliver fanget før hun kan. Efter at VSSE mistede kontakten med Christy sender de to agenter "Keith Martin" og "Robert Baxter" ud for at finde Christy og stoppe Neodynes planer.
Time Crisis II introducerede dobbeltskærm Co-op, hvilket betød, at to spillere kunne spille sammen i kampagnen. Det betød også, at på visse tidspunkter kunne de to spillere gå to forskellige steder hen. For eksempel kunne én spiller gå op at en trappe, mens den anden spiller gik nede på stueplan, hvorefter de to spillere kunne yde dækningsild for hinanden.

## Fjender
- Blå soldater:

Disse soldater er de mest kendte i spillet, de er dårlige til at ramme, og benytter en pistol.
- Brune soldater:

Disse soldater er også meget kendte i spillet, de benytter også en pistol, men de er bedre til at ramme end de blå.
- Blå soldater med skjolde:

Disse soldater er mindre kendte, de bruger skjolde for at gemme sig fra Richard, de rammer ligeså godt som de blå soldater.
- Røde soldater:

Disse soldater er de farligste af de normale fjender, deres første skud skader meget, og de er utrolig præcise.
- Hvide soldater:

Disse soldater præcision afhænger af hvilket våben de benytter. (Alt fra pistoler til daggert.)
- Orange soldater:

Disse soldater skyder aldrig, de er nærmere "bonus soldater" rammer spilleren dem, modtager spilleren mere tid til at udrydde fjender. (Maksimum 5 sekunder.)
- Maskingeværs mænd:

Disse soldater er i modsætning til de røde ikke dødelige i deres første skud, men de bliver ved med at affyre hvilket gøre dem ekstremt farlige.
- Bazooka soldater:

Disse soldater bærer en bazooka, de rammer altid, og er ekstrem farlige.
- Granet mænd:

Disse soldater rammer tit, og deres skade svarer til Bazooka mænds.
- Soldater med en metal stang:

Disse soldater hopper op foran spilleren, rammes spilleren mister spilleren stor skade.
- Grå soldater:

Disse mænd er svære at ramme, da de er ekstrem hurtige, og sjældne.
- Helikoptere:

Helikoptere er nogenlunde præcise, og spilleren mister meget skade hvis spilleren rammes.